# Sarutaiá
Sarutaiá é um município brasileiro do sudoeste do estado de São Paulo. Localiza-se a uma latitude 23º16'23" sul e a uma longitude 49º28'49" oeste, estando a uma altitude de 756 metros. Sua população estimada em 2024 era de 3.769 habitantes.

## História
Cerca de um século atrás surgia a cidade, originando-se com as comitivas que vinham de Piraju para Fartura em direção ao sul. Ergueram-se os primeiros ranchos 'as margens do Ribeirão Água do Padre na Fazenda Nossa, resultado da doação de terras da Fazenda Nossa Senhora da Boa Vista por Bento Antonio Pereira.
Anos após a morte de Teixeira, em 1879, João Pedro Teixeira e esposa, assinaram a escritura de doação das mesmas à Mitra Diocesana de Botucatu, surgindo então a Vila do Pinhal, assim chamada por haver ali araucárias em abundancia.
Nessas terras da Fazenda Nossa Senhora da Boa Vista ergueu-se uma capela de pau-a-pique e barro na pequena jurisdição do Bispado de Sant'Ana de Botucatu. No início do século, construiu-se uma capela maior de alvenaria no centro do vilarejo sob a invocação da Senhora da Imaculada Concepção do Pinhal. Festejos em louvor à padroeira ocorriam sempre no dia 8 de dezembro, de acordo com o calendário litúrgico católico-romano. Multidões das cidades vizinhas afluíam ao local, onde vendiam-se produtos da culinária caipira.
Em 1890 já figurava como 10º quarteirão (para eleições) e contava com 16 eleitores. Em 20 de dezembro de 1906 passou a categoria de Distrito de Piraju, com o nome de Sarutaiá. Finalmente em 18 de fevereiro de 1959 tornou-se município, empossando-se o primeiro prefeito Pedro Alcântara Júnior, vice prefeito José Torres Rosa e uma câmara composta de 9 vereadores.

### Formação territorial-administrativa
Histórico da formação do município:
- Distrito criado no município de Piraju pela Lei nº 1.040-C, de 20/12/1906.
- Município criado pela Lei nº 5.285, de 18/02/1959.

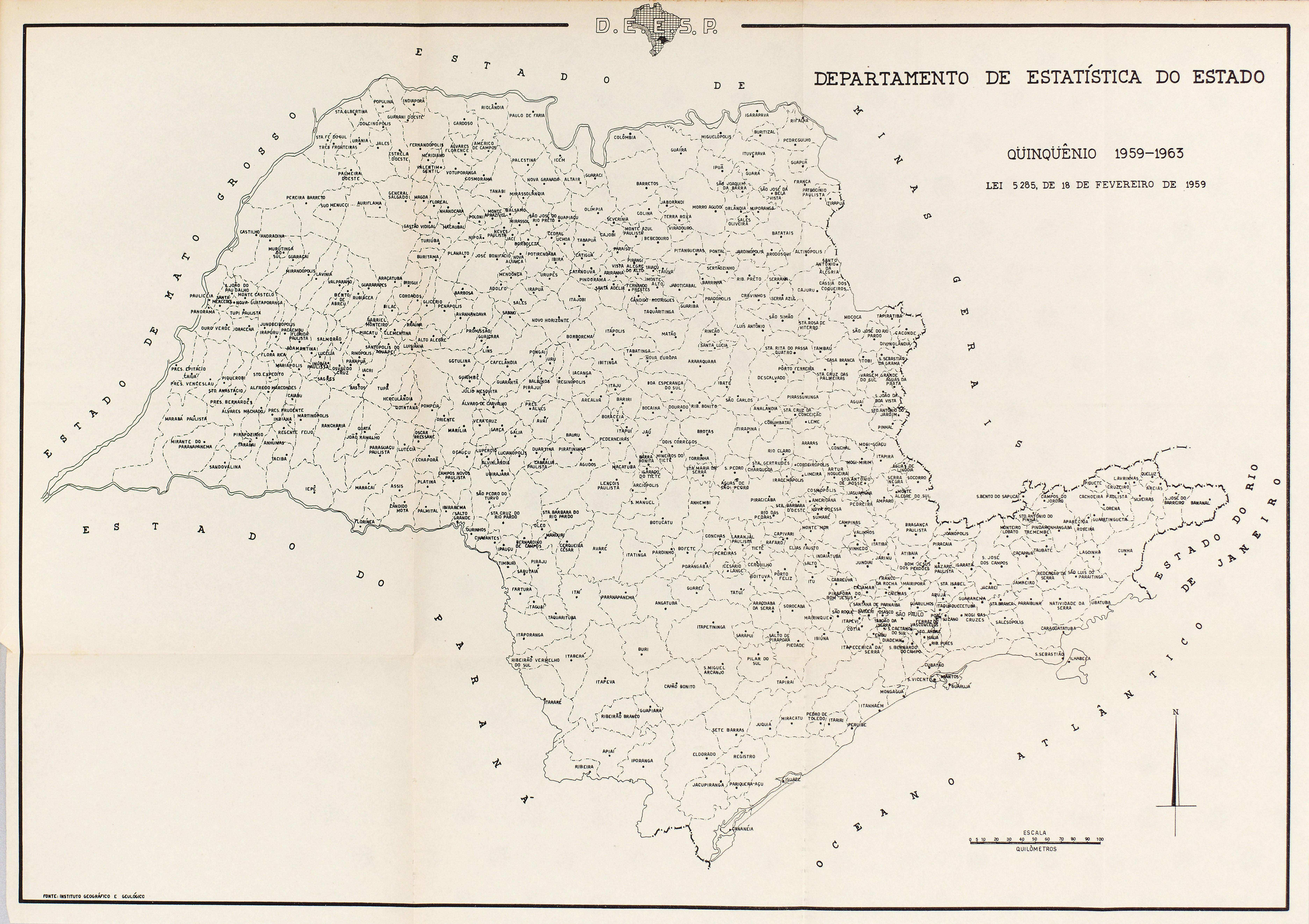
Estado de São Paulo (1959).

## Demografia

### População
| Crescimento populacional                             | Crescimento populacional | Crescimento populacional | Crescimento populacional |
| Ano                                                  | População Total          |                          | %±                       |
| ---------------------------------------------------- | ------------------------ | ------------------------ | ------------------------ |
| 1960                                                 | 5 602                    |                          | —                        |
| 1970                                                 | 3 047                    |                          | −45,6%                   |
| 1980                                                 | 2 974                    |                          | −2,4%                    |
| 1991                                                 | 3 023                    |                          | 1,6%                     |
| 2000                                                 | 3 739                    |                          | 23,7%                    |
| 2010                                                 | 3 622                    |                          | −3,1%                    |
| 2022                                                 | 3 704                    |                          | 2,3%                     |
| Est. 2024                                            | 3 769                    | [ 7 ]                    | 1,8%                     |
| Fontes: Censos Demográficos IBGE e Estimativas SEADE |                          |                          |                          |

## Geografia
Possui uma área de 141,511 km².

### Hidrografia
- Rio Itararé

### Rodovias
- SP-287
- SP-303

## Infraestrutura

### Comunicações
O sistema de telefones automáticos foi inaugurado na cidade em 1982 pela Telecomunicações de São Paulo (TELESP), que também implantou o sistema de discagem direta à distância (DDD) em 1988 com o código de área (0143). Anteriormente a cidade era atendida pela Companhia Telefônica Brasileira (CTB).
Na década de 90 o código DDD da cidade foi alterado para (014), para padronização do sistema telefônico com a telefonia celular que estava sendo implantada em todo o estado.

### Transportes
Em 2010, foi inaugurado o Terminal Rodoviário Doreto (em homenagem à Teodoreto Porfírio da Rocha, ex-prefeito do município), sendo a primeira rodoviária da cidade.

## Administração
- Prefeito: Isnar Freschi Soares PTB (2017/2020)
- Vice-prefeito: Francisco Carlos Fajardo Moya PSD
- Presidente da câmara: Benedito Raimundo de Paula SD (2017/2018)

## Religião

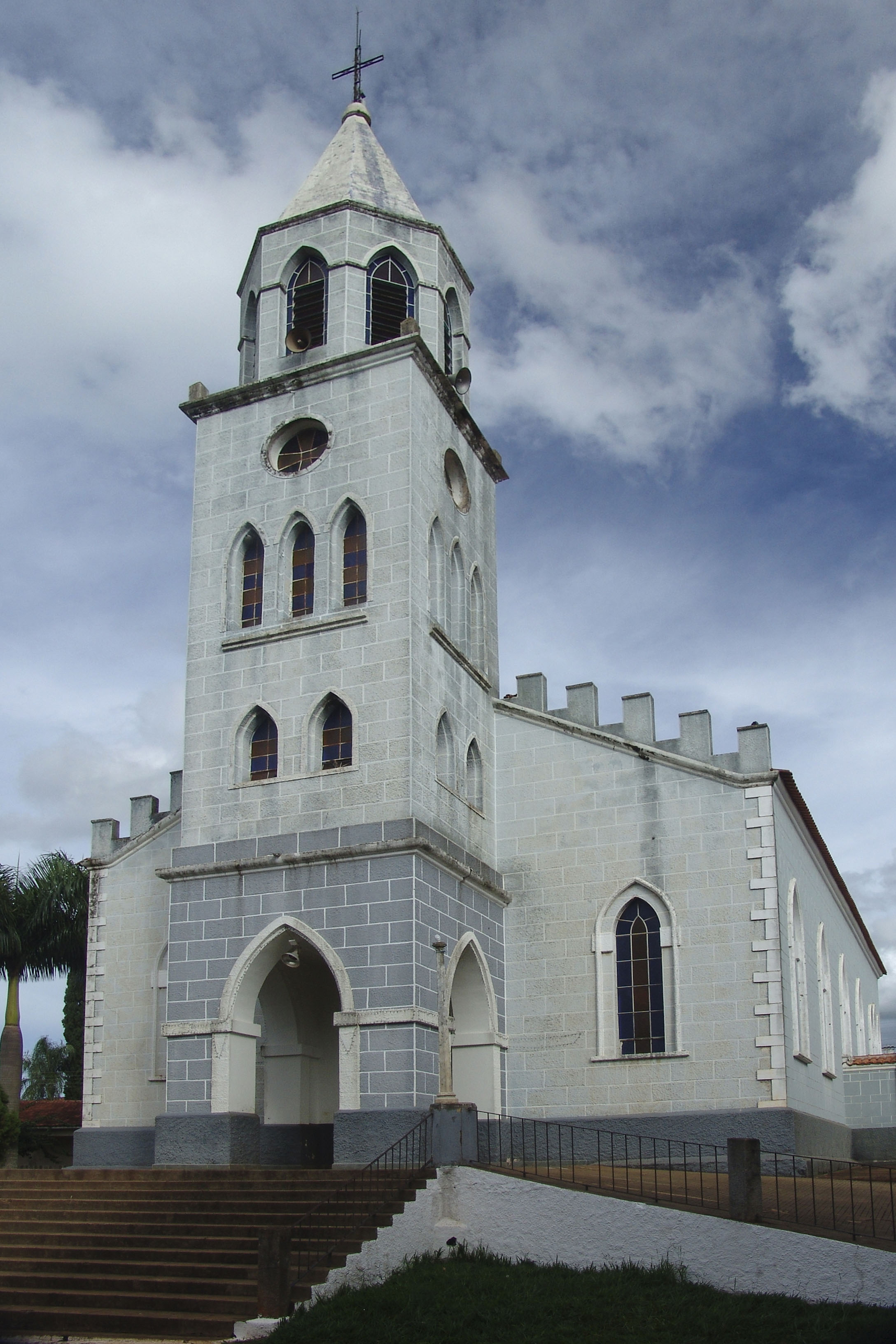
Igreja.

O Cristianismo se faz presente na cidade da seguinte forma:

### Igreja Católica
- A igreja faz parte da Diocese de Ourinhos.[17]

### Igrejas Evangélicas
Entre as igrejas protestantes históricas, pentecostais e neopentecostais, encontram-se na cidade:
- Assembleia de Deus Ministério do Belém.[20][21]
- Congregação Cristã no Brasil.[22]